# عرج (ذي السفال)

تعديل مصدري - تعديل

عرج هي إحدى قرى عزلة شوائط بمديرية ذي السفال التابعة لمحافظة إب، بلغ تعداد سكانها 726 نسمة حسب تعداد اليمن لعام 2004.